# Omid Tahvili

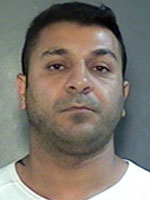
Tahvili im Jahr 2005

Omid Tahvili (persisch امید تحویلی), auch „Omid Roushan“ (persisch امید روشن) oder „Nino“, (* 31. Oktober 1970 in Teheran, Iran) ist ein gesuchter Krimineller und das Oberhaupt eines iranischen Verbrecher-Clans mit Verbindung zu weltweit operierenden Drogensyndikaten. Nach FBI und Interpol gilt Tahvili als Schlüsselfigur der Organisierten Kriminalität in Kanada und ist seit April 2008 flüchtig. Laut Forbes Magazin stand Tahvili auf der FBI World's 10 Most Wanted-Liste auf Platz 10 der meistgesuchten Personen der Welt.

## Tahvilis Organisation
Laut den kanadischen Behörden und dem FBI bestand die Tahvili Organisation seit ungefähr 2003 aus einem professionell agierenden Netzwerk, das aus einem Dutzend Mitgliedern innerhalb der iranischen Community in Vancouver bestand. Die Gruppe operierte überwiegend in Kanada und den USA. So befehligte Tahvili vermutlich bereits 2003 eine 20- bis 30-köpfige Gang, die mehrheitlich aus Iranern bestand. Sie umfasste Drogenkuriere, Händler und Auftragskiller. Die Bande nutzte ihre Kontakte aus der zweitgrößten iranischen Gemeinde in Kanada mit knapp einer halben Million Iranern bis hin in die USA, im Großraum Kalifornien, insbesondere aber Los Angeles mit seinem persischen Viertel genannt Tehrangeles, in der mit etwa 2 Millionen Iranern die größte iranische Auslandsgemeinde außerhalb des Irans existiert. Laut Interpol und dem FBI diente Tahvilis Organisation als Brückenkopf zur weltweit operierenden Drogenmafia aus dem Mittleren Osten, so bezog die Gruppe über mehrere Jahre Rohopium und Heroin durch ihre Kontakte direkt aus den Transitländern wie dem Iran, Afghanistan und Pakistan. Überdies bestanden enge Verbindungen zu internationalen Drogensyndikaten wie der berüchtigten D-Company, die von Dawood Ibrahim Kaskar, dem so genannten  Paten von Mumbai  angeführt wird. Dieser steht derzeit ebenfalls auf der FBI World Most Wanted Liste auf Platz 3 der meistgesuchten Personen der Welt. Lokal kooperierten die Iraner mit den in Kanada stark vertretenden Chinesischen Mafia-Organisationen wie den Triaden von Vancouver und Toronto.

## Kriminelle Aktivitäten

### Drogenhandel
Omid Tahvili kam vermutlich 1994 aus dem Iran nach Kanada. Der Royal Canadian Mounted Police (RCMP) fiel er allerdings erst im November 2000 auf, als er gemeinsam mit seinem Schwager im Zuge einer Anti-Drogen Operation der Vancouver Police Department und der RCMP verhaftet wurde. Die beiden führten drei Kilogramm Kokain bei sich. Im Zuge dieser Ermittlung entdeckte die Polizei, dass Tahvili mit einem weltweit operierenden Drogensyndikat aus dem Nahen Osten in Verbindung stand. Es kam zu 39 Anklagen gegen neun Verdächtige. Dabei wurden acht Kilogramm Opium, ein halbes Kilo Crystal Meth und 113 Gramm Ecstasy sichergestellt und Tahvili als Kopf einer iranischen Gruppe von Drogenschmugglern angeklagt. Im Zuge des Verfahrens konnten jedoch Tahvilis Anwälte das Gericht davon überzeugen, ihn freizusprechen, da keine direkte Verbindung zwischen ihm und dem Schmuggel nachgewiesen werden konnte.

### Betrugsdelikte
Zwischen 1999 und 2002 führte Tahvili eine raffiniert angelegte Betrugsmasche mittels eines Telefonverkauf-Service durch, indem er Lotteriegewinne vortäuschte, die erst gegen Leistung einer Vorauszahlung zur Auszahlung kommen sollten. Im Zuge dessen konnten Tahvili und seine Bande insgesamt drei Millionen US-Dollar erbeuten. So erhob am 30. Januar 2003 der U.S District Court von Kalifornien gegen Tahvili wegen bandenmässigen Betruges und Beihilfe zum Betrug Haftbefehl.

### Bandenkrieg
Die Tahvili-Bande soll unter anderem auch im Zuge von verschiedenen Gang-Rivalitäten in mehreren Schießereien und ungeklärten Morden verwickelt sein.
So brannte im Zuge der so genannten Vancouver Gang War das Haus von Tahvilis Familie, nachdem ein Molotowcocktail darin eingeschlagen worden war. Doch die Ermittlungen der Polizei verliefen nach dem Zwischenfall im Sand, da Tahvilis Angehörigen die Kooperation mit den Behörden verweigerten. So konnte weder die Identität der Tatverdächtigen noch der genauere Grund für den Brandanschlag ermittelt werden. Selbst wenn es gegen Rivalen gehe, sagen die kanadischen Ermittler, gelte der Grundsatz für alle Angehörigen des Kriminellen: "Sie vertrauen niemanden und werden nicht mit der Polizei sprechen."

## Verurteilung
Tahvili, der auch auf den Namen "Omid Roushan" oder  Nino hört, gilt laut FBI Fahndung im Zuge von Banden-Streitigkeiten als "extrem gefährlich, gewaltbereit und neige unter Umständen zum Sadismus".
So hatte Tahvili laut Anklage entdeckt, dass 300.000 Dollar aus seinen Drogengeschäften verschwunden waren. Er hielt einen seiner langjährigen Kuriere für den verdächtigen Dieb, der sich mit dem Geld nach Vietnam abgesetzt hatte. Um den Aufenthaltsort des Flüchtigen zu erfahren, wurde der Schwager des vermeintlichen Diebes auf Tahvilis Befehl gekidnappt und in einem Versteck über mehrere Stunden festgehalten und verhört, bis er schließlich wieder freigelassen wurde. So bat der Mann nach seiner Freilassung bei der kanadischen Polizei um Schutzhaft und gab an, über mehrere Stunden von Tahvili persönlich gefoltert, sexuell misshandelt und vergewaltigt worden zu sein. Anschließend wurde gegen Tahvili Anklage wegen Geiselnahme, Folter und sexuelle Nötigung erhoben, weshalb er seit Juli 2005 verhaftet und im Hochsicherheitstrakt von Port Coquitlam in British Columbia inhaftiert war.

## Flucht
Ab Juli 2005 war Tahvili bis zu seinem Prozess im so genannten Super-Max Gefängnis vom Port Coquitlam mit der maximalen Sicherheitsstufe inhaftiert. Trotzdem gelang es ihm, im November 2007 aus dem vermeintlich ausbruchssicheren Hochsicherheitsgefängnis zu fliehen, indem er den Wärter Edwin Ticne mit 50.000 Dollar bestach. Dafür ließ der Wärter den als Putzmann verkleideten Tahvili durch die Sicherheitsschleuse entkommen. Die Flucht Tahvilis mit Hilfe des Wärters Edwin Ticne konnte durch Aufnahmen der Überwachungskameras festgehalten werden. Nach Tahvilis spektakulärer Flucht wurde er vom Gericht in Abwesenheit zu elf Jahren verurteilt. Der Wärter Edward Ticne wurde für Beihilfe zu drei Jahren verurteilt.